# Chapelle Saint-Roch de Ploërmel
Pour les articles homonymes, voir Chapelle Saint-Roch.
La Chapelle Saint-Roch est située au lieu-dit « la Couardière », à Ploërmel dans le Morbihan.

## Historique
La chapelle Saint-Roch fait l’objet d’une inscription au titre des monuments historiques depuis 1927.
Devant cette chapelle se trouve la croix de la Couardière, également inscrite aux monuments historiques en 1927.